# Valea Moldovei
Valea Moldovei es una comuna ubicada en el distrito de Suceava, Rumania.

## Superficie
Posee una superficie de 23,03 kilómetros cuadrados.

## Demografía
Hasta 2021 la población era de 4393 habitantes, con una densidad de población de 190,8 habitantes por kilómetro cuadrado.